# Щаниково
Щаниково — деревня в Кирилловском районе Вологодской области.
Входит в состав Николоторжского сельского поселения, с точки зрения административно-территориального деления — в Николо-Торжский сельсовет.
Расстояние по автодороге до районного центра Кириллова — 28 км, до центра муниципального образования Никольского Торжка — 3 км. Ближайшие населённые пункты — Соболево, Савинское, Устье-Ситское, Скоково, Трофимово.
По переписи 2002 года население — 8 человек.